# Dirphya pseudoschultzei
Dirphya pseudoschultzei là một loài bọ cánh cứng trong họ Cerambycidae.